# エラストグラフィ
エラストグラフィ（英: Elastography）は、生体組織の弾性率、剛性を可視化する手法。

## 概要
超音波の伝搬係数の差異を利用して生体組織の弾性率、剛性を可視化する。非侵襲で検査が出来る。

## 撮像原理
生体組織は肝硬変のような病変部は他の健常な部分とは異なり、超音波の伝搬係数が異なる為、それを利用する事により病変部を可視化できる。

## 特徴
病変部のような従来の他の方法では検出が困難だった部分の可視化に適する。X線撮影のように放射線を使用せずに診断できるので被曝の心配がない。

## 用途
軟部組織の診断に適する。

### その他
工業製品の非破壊検査にも利用できる。